# Kościół Przemienienia Pańskiego w Odargowie
Kościół Przemienienia Pańskiego w Odargowie – katolicki kościół filialny zlokalizowany we wsi Odargowo w gminie Dobrzany, w powiecie stargardzkim (województwo zachodniopomorskie). Należy do parafii św. Michała Archanioła w Dobrzanach.

## Historia i architektura
Kościół został wzniesiony w XV wieku. Sytuowany na planie prostokąta, murowany jest z kamienia i cegły. Nawa kryta jest dwuspadowym dachem. Ściany zewnętrzne kościoła są otynkowane. W elewacji południowej znajduje się portal wejściowy. Szczyt ściany wschodniej, przemurowany, ozdobiony jest blendowaniem. Od strony zachodniej do kościoła przylega dobudowana w 2. połowie XIX wieku wieża, w dolnej partii kamienna, wyżej ceglana. Lico wieży zdobione jest lizenami, nakrywa ją hełm z latarnią.
Wnętrze kościoła nakrywa niski, drewniany strop. Na ścianie zachodniej znajduje się XIX-wieczna empora muzyczna, z umieszczonymi w płycinach XVII-wiecznymi malowidłami przedstawiającymi sceny z Męki Pańskiej, pochodzące z wcześniejszej empory. W kościele znajdują się także ołtarz z 1596 roku i XVII-wieczna zdobiona drewniana ambona, przeniesione po 1945 roku ze zrujnowanego kościoła w Szadzku.
Po II wojnie światowej kościół został konsekrowany jako świątynia katolicka w dniu 4 maja 1946 roku przez ks. Kazimierza Rudawskiego TChr.